# 제로 코드 공격
제로 코드 공격(영문: Zero Code Attack)은 2022년부터 활발히 이용되고 있는 사이버 공격 기법으로, 코드 삽입 없이 내재된 시스템 구성을 기반으로 보안 취약점을 일으키는 공격 기법이다.
제로 코드 공격은 논리적 결함을 이용하는 게 특징이다. [[애플]]의 경우, 내재된 시스템 중 특정 조합을 이용해 보호되는 민감한 콘텐츠를 성공적으로 불러오는 경우 보안 취약점으로 인정하고 있다.
코드를 이용한 공격이 없기 때문에, 진단과 역 컴파일 혹은 백신 프로그램을 이용하더라도 시스템의 정상적인 활용과 실질적으로 구분하기 어려워 발견하기 어려운 보안 취약점이다. 취약점을 파악하려면 시스템과 앱 동작과 결과를 깊이 이해해야 하기에 전문가 입장에서는 다른 공격 비법에 비해 상대적으로 발견하기 쉬운 공격 기법이다.
단순히 제로 코드 공격만 진행했다면, 일반적으로 CVE상 위험도는 낮게 평가되고 있다. 그러나, 제로 코드 공격으로 얻은 보안 취약점을 응용할 경우 위험도는 상당히 높아진다. 제로 코드 공격의 예는 CVE-2022-32943를 들 수 있다.